# Suzuki Jimny
Вперше назва Jimny введена в 1970 році компанією Suzuki для позначення компактних позашляховиків, які спочатку випускалися під маркою LJ (Light Jeep). Назва Джимні складене з двох слів — «джип» і «міні».

## HopeStar ON360
Компактний позашляховик був спочатку розроблений японською компанією Hope Motor Company в 1967 році і продавався як HopeStar ON360 з квітня 1968 року. Він використовував 2-тактний бензиновий двигун ME24 з повітряним охолодженням об'ємом 0,359 л потужністю 21 к.с. виробництва Mitsubishi. Задній міст був отриманий з Mitsubishi Colt 1000, а колеса поставлялися з Mitsubishi Jeep. Це був дуже простий двомісний автомобіль без дверей, але надійним приводом на чотири колеса для подолання бездоріжжю. Максимальна швидкість складала 70 км/год, до 30 км/год в режимі 4WD.
Виготовлено близько 15 автомобілів HopeStar ON360.
В кінці 1968 року компанія Suzuki викупляє права на цю модель, після того, як Mitsubishi відмовився взяти на себе її виробництво.

## Перше покоління LJ-серії (10, 20, 50, 80) (1970—1983)

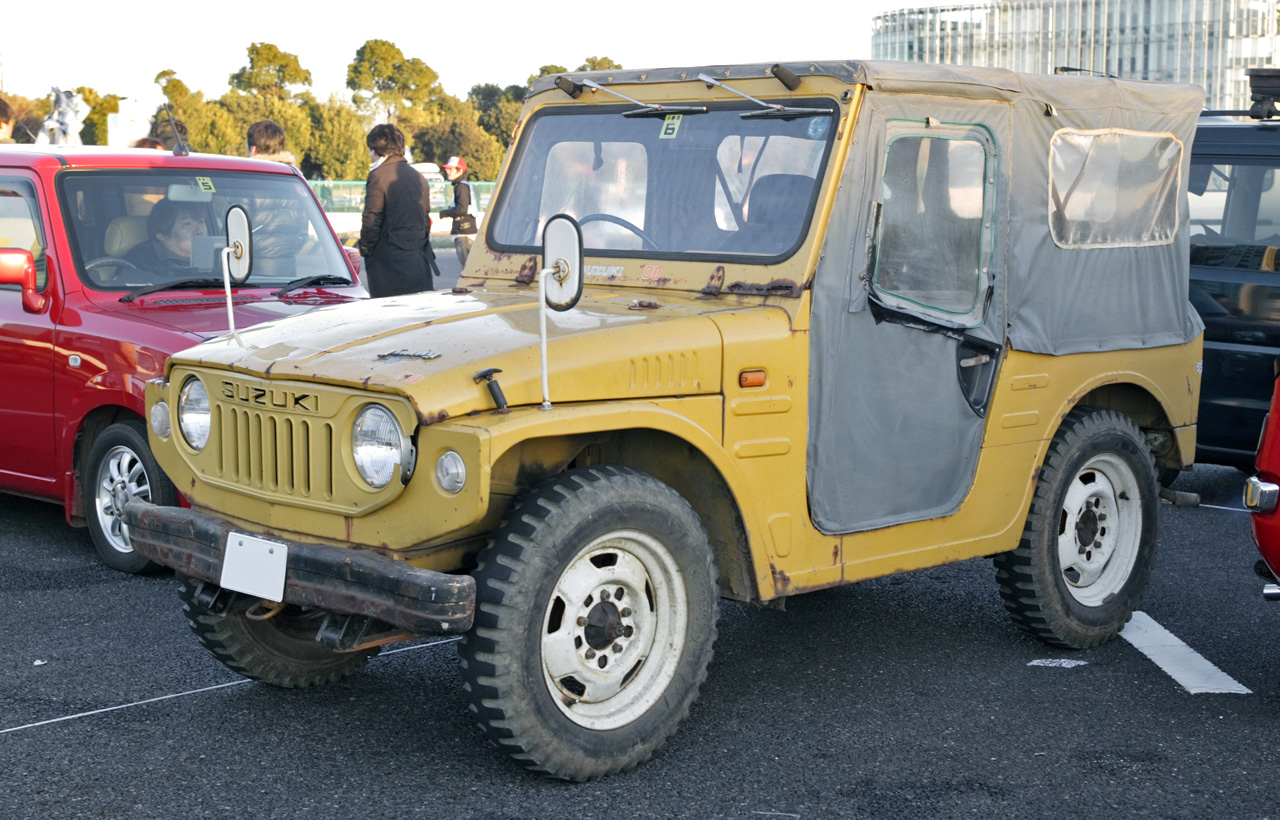
Suzuki Jimny LJ20

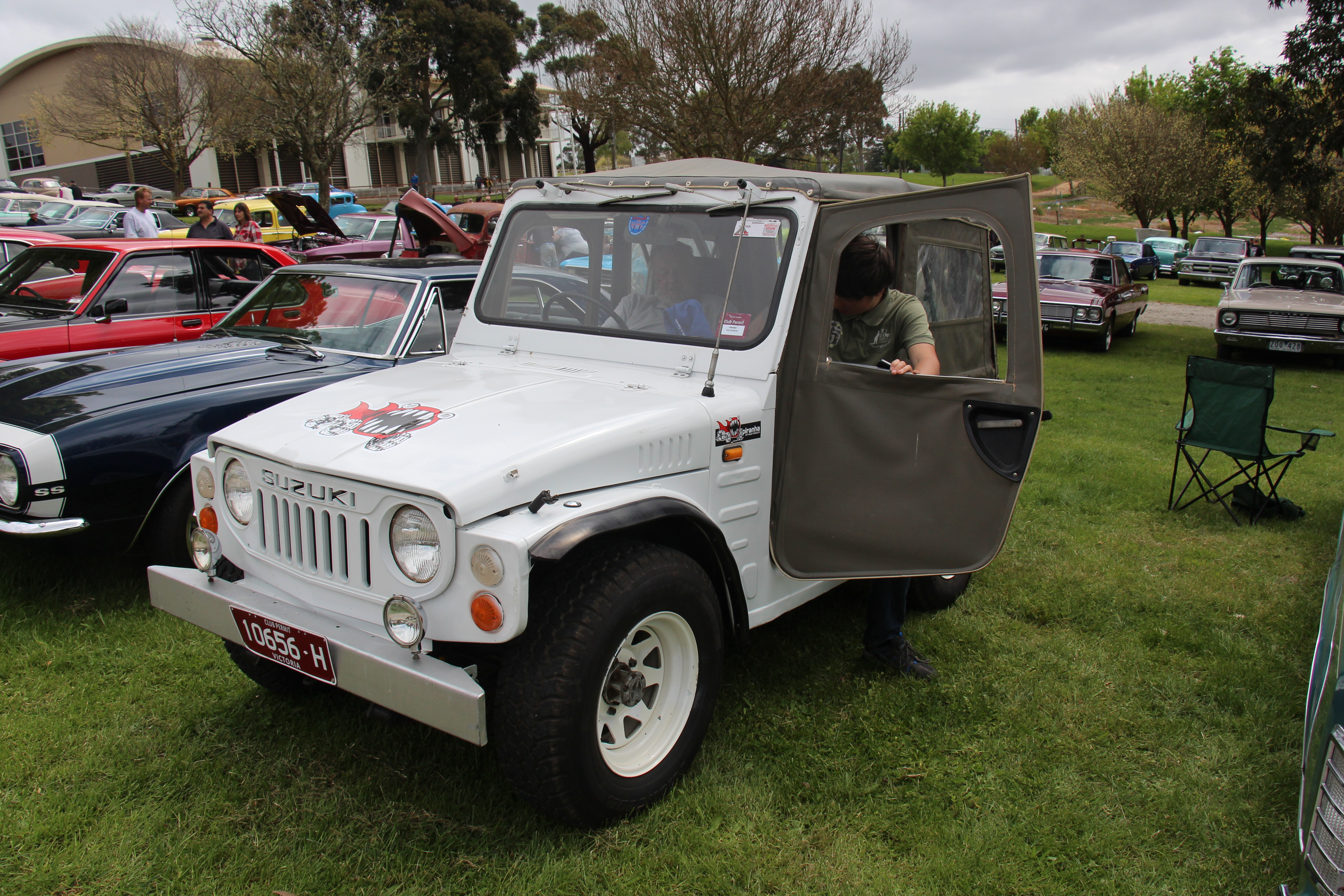
Suzuki Jimny LJ50

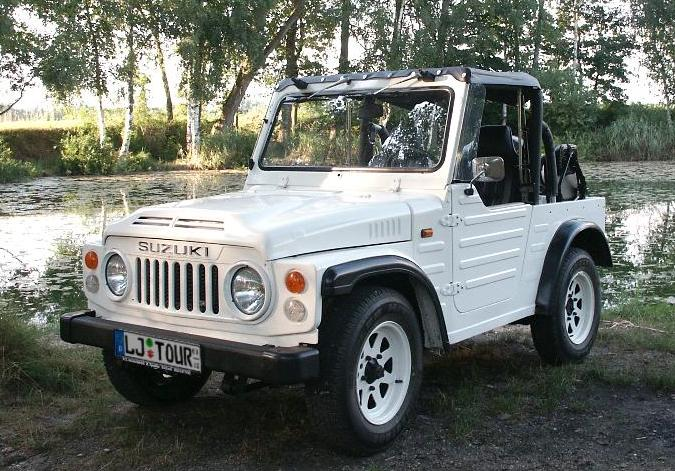
Suzuki Jimny LJ80

В квітні 1970 року з конвеєра зійшов перший повноприводний автомобіль від Судзукі під назвою LJ10 Jimny або Brute I. Позашляховик є серйозно доопрацьованою і зміненою моделлю HopeStar ON360. Suzuki Jimny LJ10 отримав 3 місця, власний двоциліндровий двигун повітряного охолодження сімейства FB об'ємом 0,359 л потужністю 25 к.с. при 5500 об/хв та крутним моментом 33,4 Нм при 5500 об/хв. Максимальна швидкість складала 75 км/год, вага — 586 кг, паливний бак — 26 л.
В 1972 році дебютував Suzuki Jimny LJ20 з 2-циліндровим 2-тактним двигуном з водяним охолодженням об'ємом 0,359 л потужністю 26 к.с. при 5500 об/хв та крутним моментом 37,3 Нм при 5000 об/хв.
В 1974 році дебютував Suzuki Jimny LJ50 з 3-циліндровим 2-тактним двигуном з водяним охолодженням об'ємом 0,539 л потужністю 35 к.с. та крутним моментом 52 Нм при 3000 об/хв.
В 1978 році дебютував Suzuki Jimny LJ80 з 4-циліндровим 4-тактним двигуном з водяним охолодженням об'ємом 0,797 л потужністю 41 к.с. при 5500 об/хв та крутним моментом 61 Нм при 3500 об/хв.

### Двигуни
- 359 см3 (0.4 л) FB/L50 I2
- 539 см3 (0.5 л) LJ50 I3
- 797 см3 (0.8 л) F8A I4

## Друге покоління

### Suzuki Jimny SJ-серії (30, 40) (1981—1994)

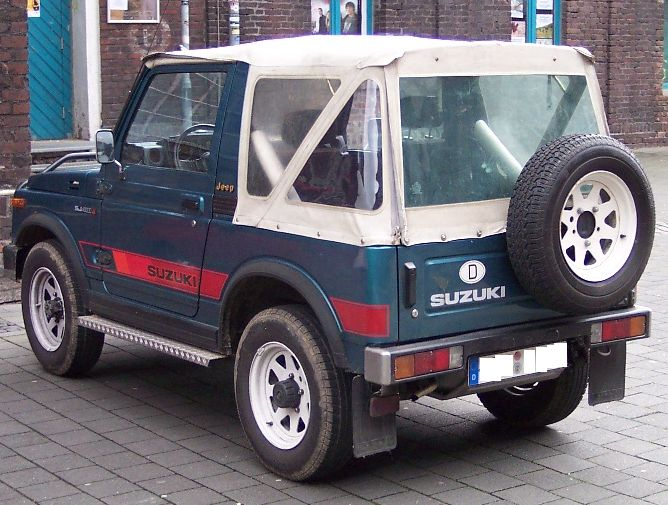
Suzuki Jimny SJ410

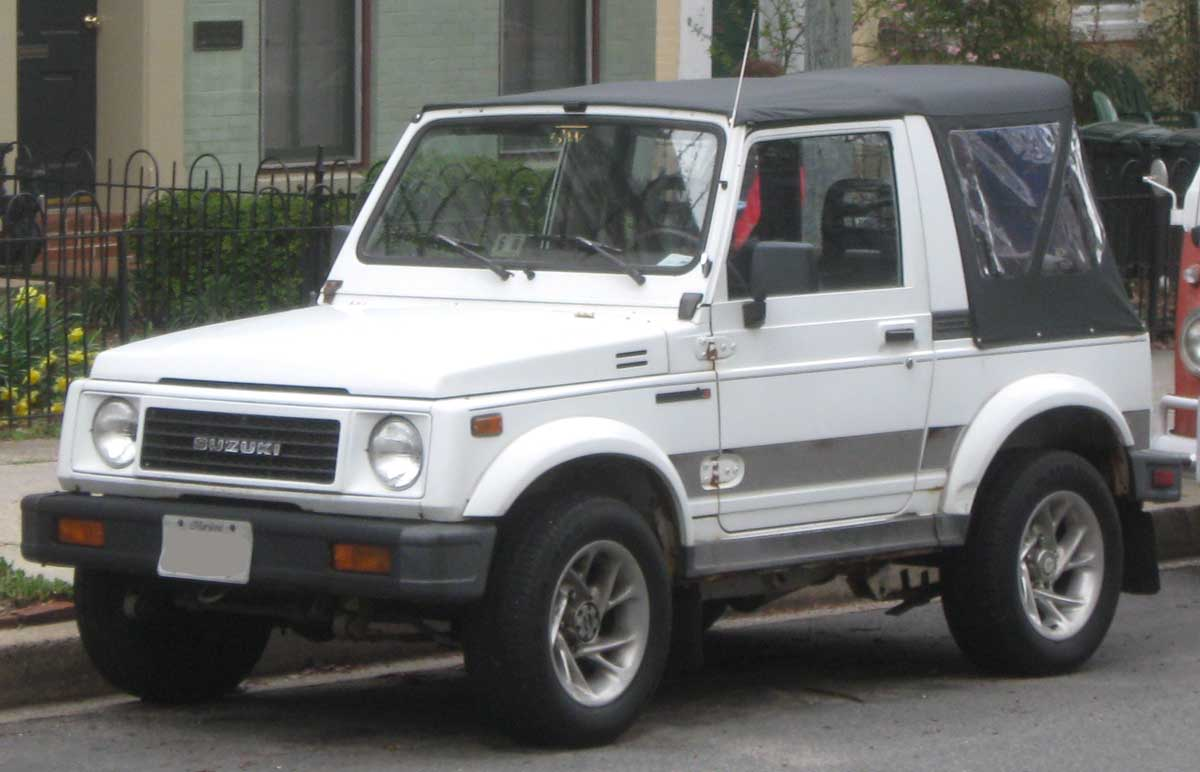
Suzuki Jimny SJ413

В 1981 році дебютував Suzuki Jimny SJ410 з 4-циліндровим 4-тактним двигуном з водяним охолодженням об'ємом 0,97 л потужністю 45 к.с.
В 1984 році дебютував Suzuki Jimny SJ413 з 4-циліндровим 4-тактним двигуном з водяним охолодженням об'ємом 1,3 л потужністю 60 к.с. та крутним моментом 100 Нм.
У 1985 році модель під ім'ям Suzuki Samurai почала експортуватися в США.

#### Двигуни
- 539 см3 LJ50 2-stroke I3
- 547 см3 F5A I3
- 657 см3 F6A I3
- 791 см3 K6A I3
- 970 см3 F10A I4
- 1298 см3 G13BA/G13BB I4
- 1324 см3 G13A I4
- 1905 см3 XUD 9 TD I4 (Santana)

### Suzuki Jimny JA-серії (10, 20, 30, 40) (1995—1998)

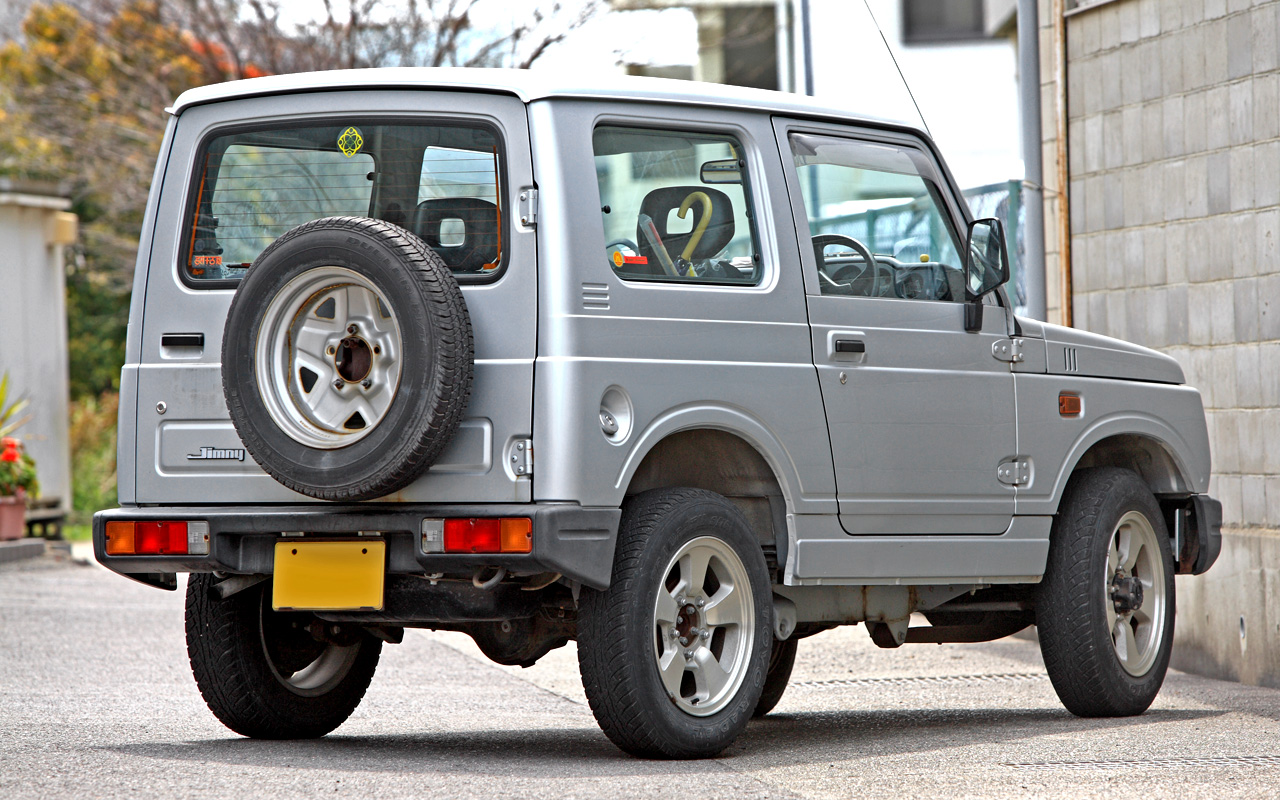
Suzuki Jimny JA

В 1995 році маленький позашляховик отримав нову пружинну передню підвіску і підсилювач рульового управління, який в залежності від модифікації міг бути гідравлічним або електричним.

#### Двигуни
- 657 см3 (0.7 л) F6A I3
- 658 см3 (0.7 л) K6A I3
- 1,298 см3 (1.3 л) G13BA/G13BB I4

## Третє покоління JB-серії (1998—2018)

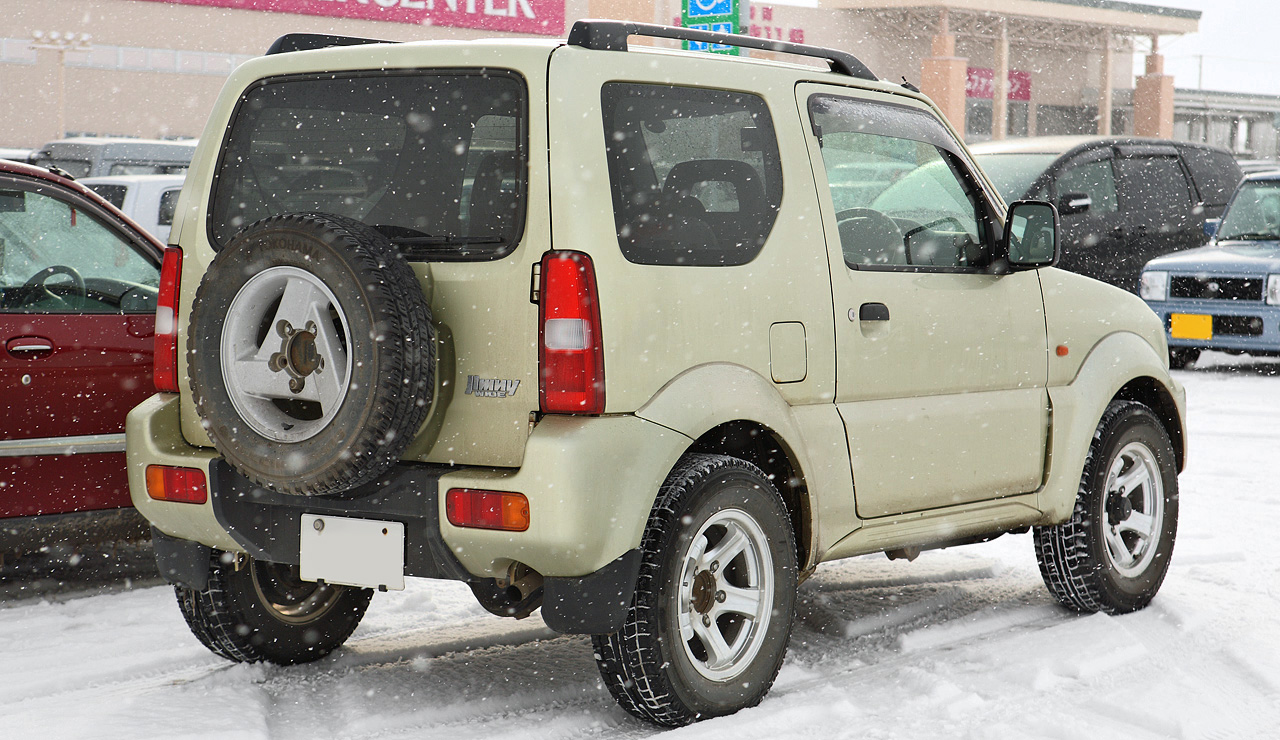
Suzuki Jimny JB32

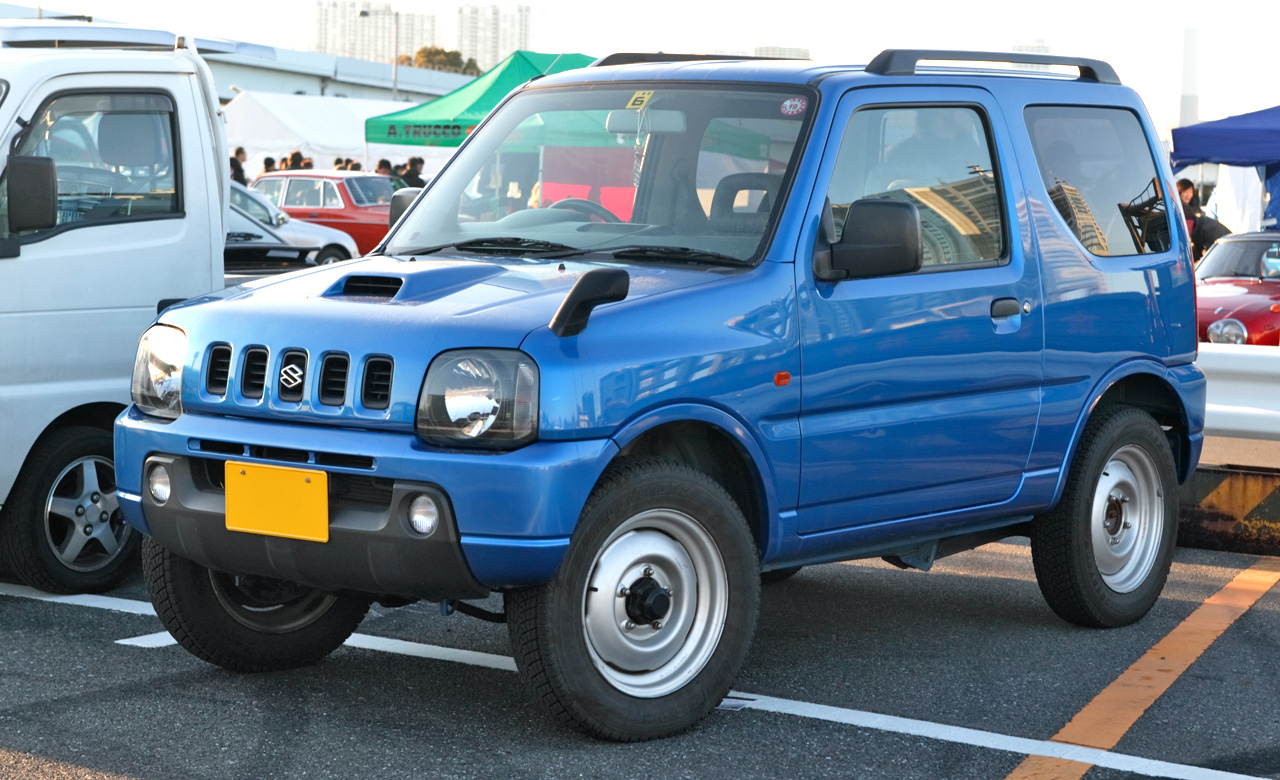
Suzuki Jimny JB23

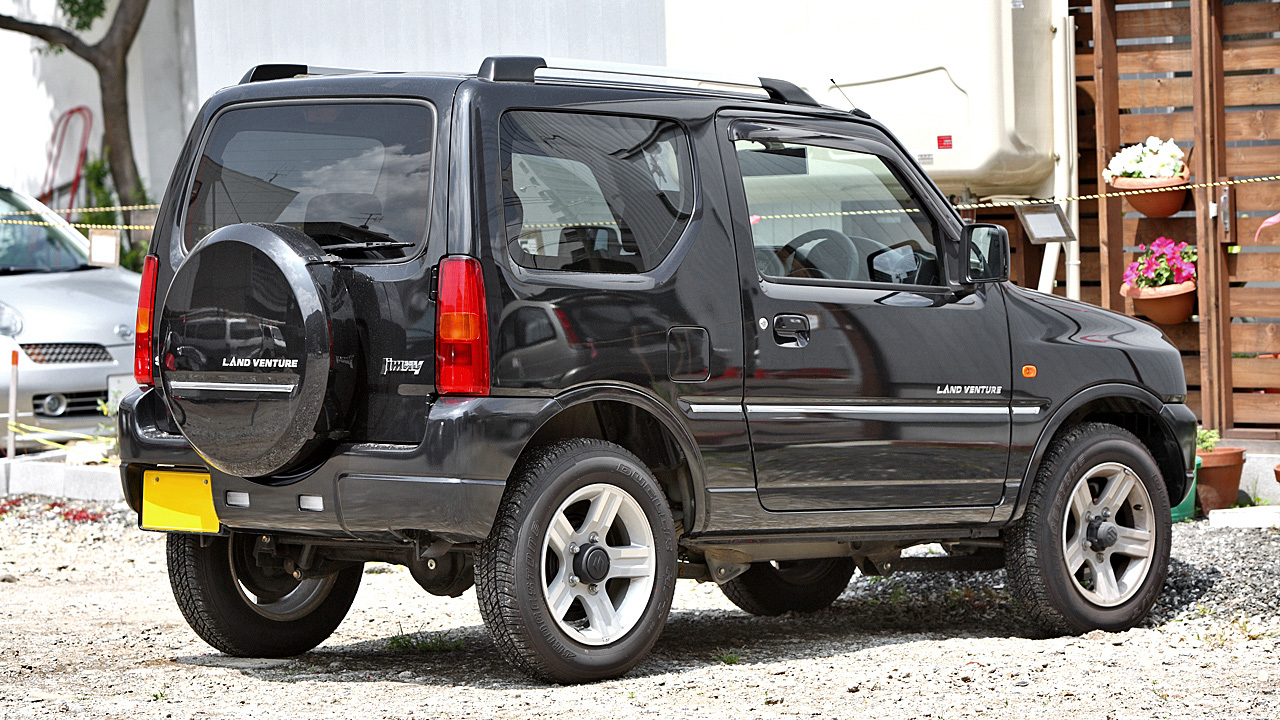
Suzuki Jimny JB23

На автосалоні в Токіо 1997 року компанія Suzuki представила нове покоління Jimny (JB32). В конструкції автомобіля було залишено шасі східчастого типу і роздавальну коробку передач, на відміну від багатьох конкуруючих компактних позашляховиків в яких відсутній понижений ряд передач. Автомобіль пропонується з двома видами кузовів: з стандартним жорстким верхом і з тентом, представлений на автосалоні в Барселоні в травні 1999 року і виготовлявся виключно компанією Santana в Іспанії в період з 1999 по 2009 рік.
Для вітчизняного японського ринку пропонується зменшена Кей-версія (JB23) з двигуном K6A об'ємом 660 см3.
Звичайний Jimny оснащується 1,3-літровим бензиновим двигуном G13BB або JB32. Існує модифікація з 16-клапанним двигуном M13A з системою VVT. Для європейського ринку з 2004 року пропонується турбодизель JB53 виробництва компанії Santana, створеним на основі французького двигуна Renault K9K DDiS 1461 см3. Потужність спочатку становила 65 к.с. (48 кВт), але була збільшена до 86 к.с. (64 кВт) у 2005 році.
Jimny комплектується системою повного приводу (4WD) без міжосьового диференціала або віскомуфти. На його приладовій панелі, є три кнопки — 2WD, 4WD і 4WD-L. 2WD вмикається за замовчуванням, коли він працює як задньоприводний. При натисканні 4WD вмикається повний привід. При натисканні 4WD-L вмикається повний привід з пониженою передачею.
В 2005 році модель модернізували.
В 2012 році модель модернізували вдруге. Suzuki Jimny легко пізнається, завдяки: оновленим бамперам, декоративній решітці радіатора і капоту з невеликим повітрязабірником. Екстер'єр автомобіля оснащений: галогеновими і протитуманними передніми фарами, рейлингами на даху і 15-дюймовими сталевими дисками. Зовнішній вигляд автомобіля доповнений бічними вставками на дверях і зовнішніми дзеркалами заднього виду, пофарбованими в колір кузова.  Базова комплектація автомобіля включає в себе: гідропідсилювач керма, кондиціонер, передні сидіння з підігрівом, аудіосистему, CD плеєр, електропривідні дзеркала і іммобілайзер. У салоні змінилася обробка, додалися кріплення Isofix для дитячих крісел. Більш багаті модифікації Сузукі можуть комплектуватися шкіряною оббивкою сидінь і рульового колеса.

### Двигуни
- 658 см3 K6A I3 (JB23) 64 к.с.
- 1,298 см3 G13BB I4 (JB33) 80 к.с.
- 1,328 см3 M13A I4 (JB43) 82-88 к.с.
- 1,461 см3 K9K TD I4 (JB53) 65 к.с.
- 1,461 см3 K9K DDiS I4 (JB53) 86 к.с.

## Четверте покоління (з 2018)

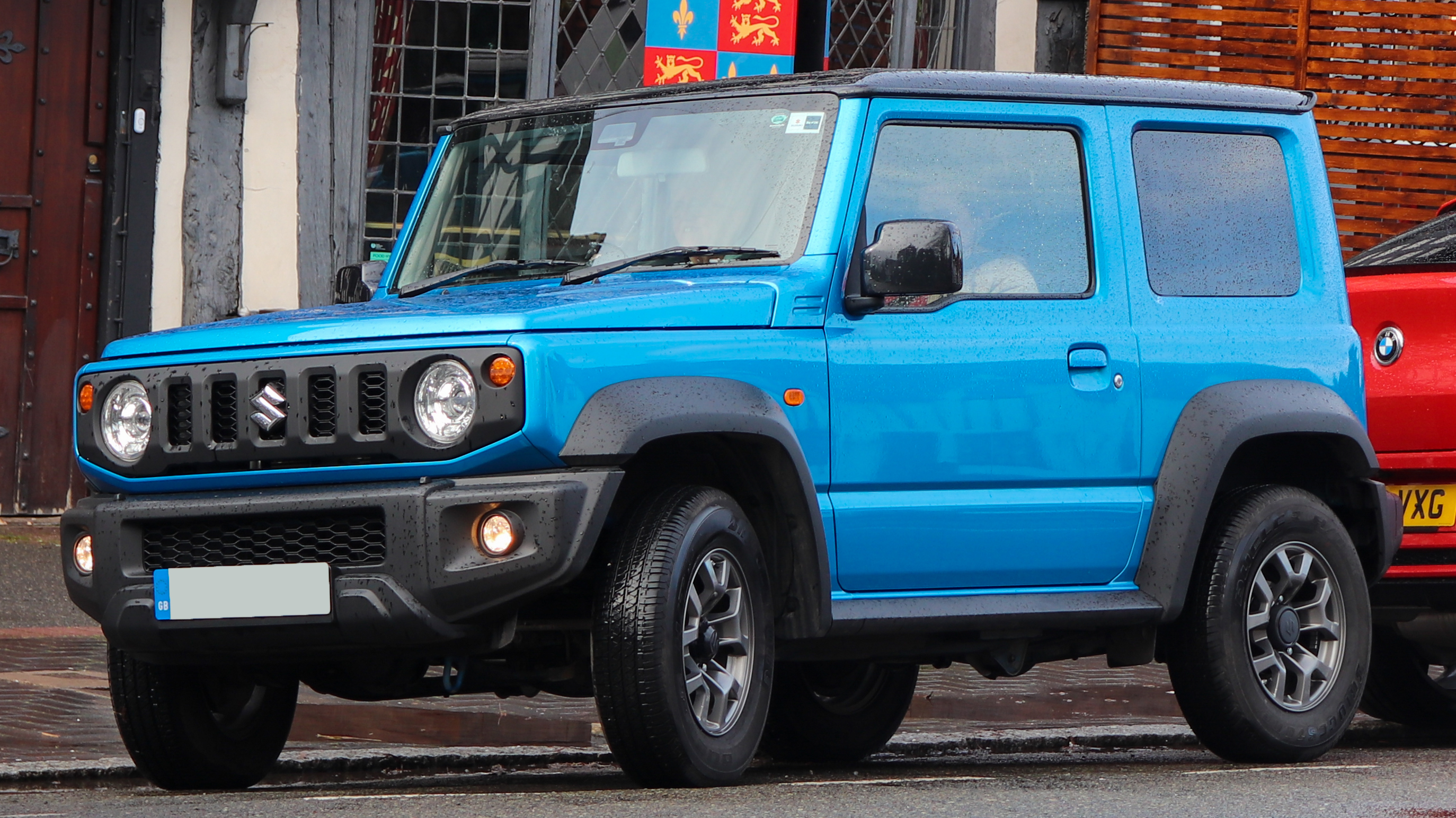
Suzuki Jimny Sierra 4

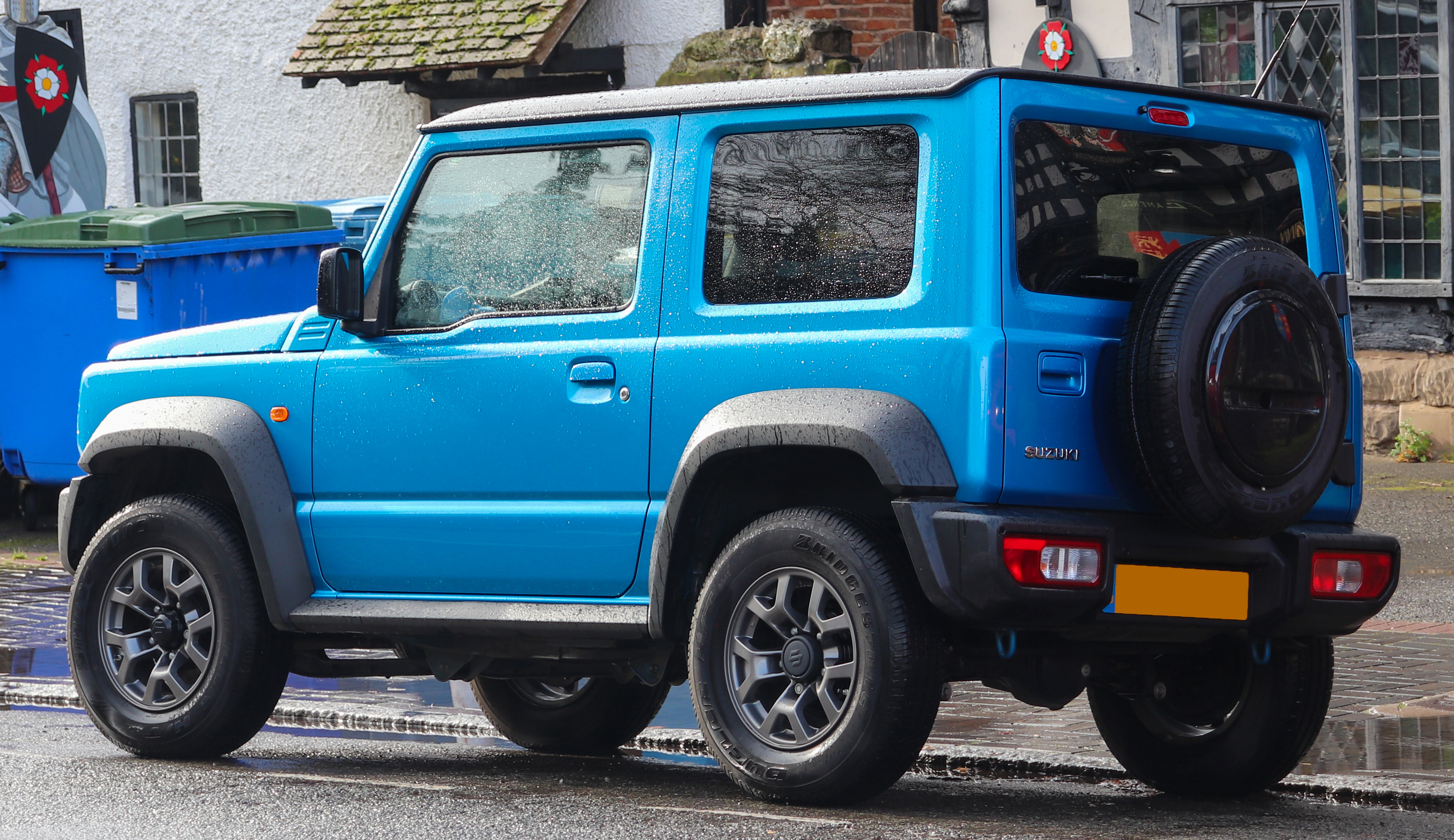
Suzuki Jimny Sierra 4

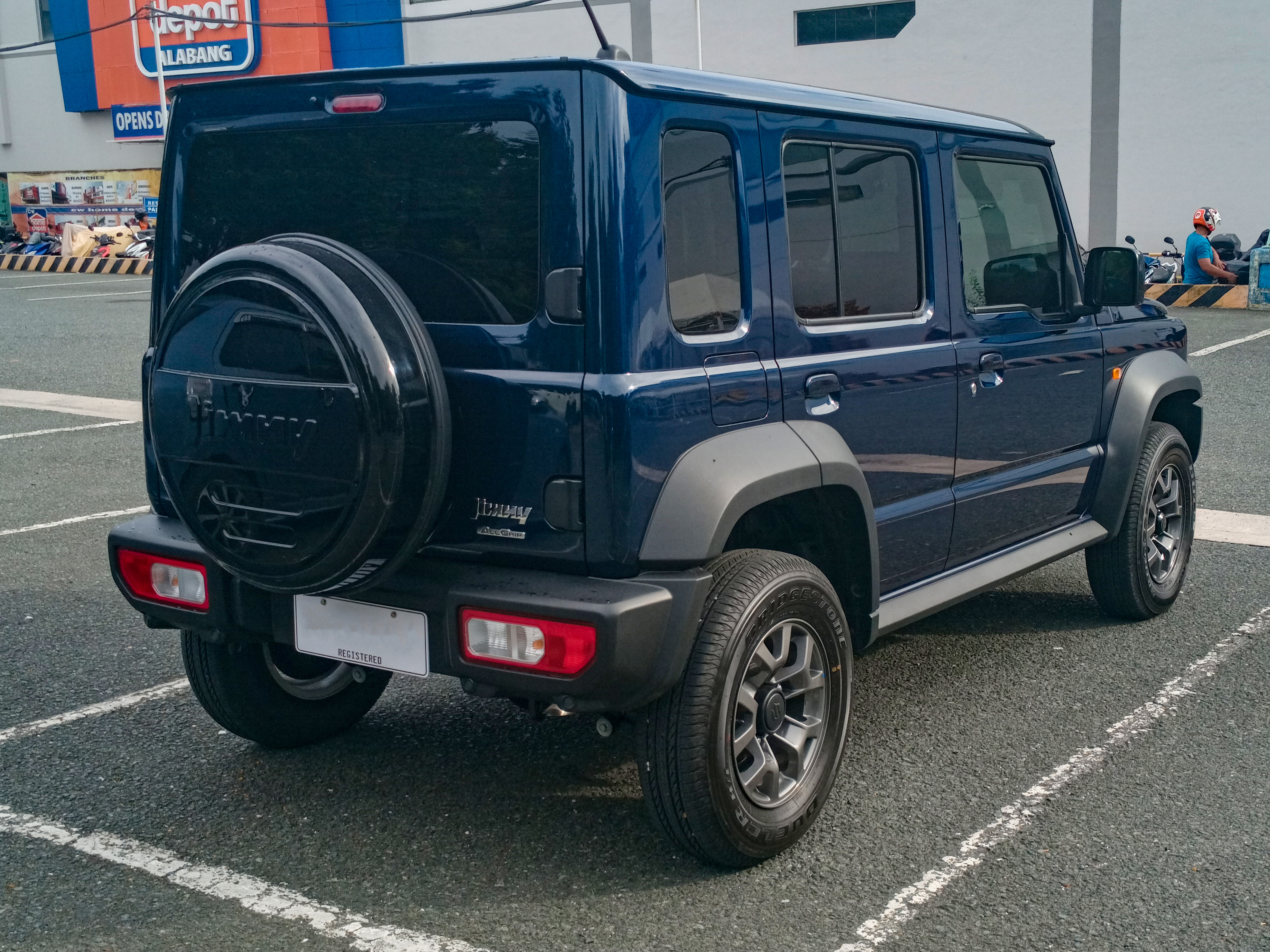
Suzuki Jimny 5dr

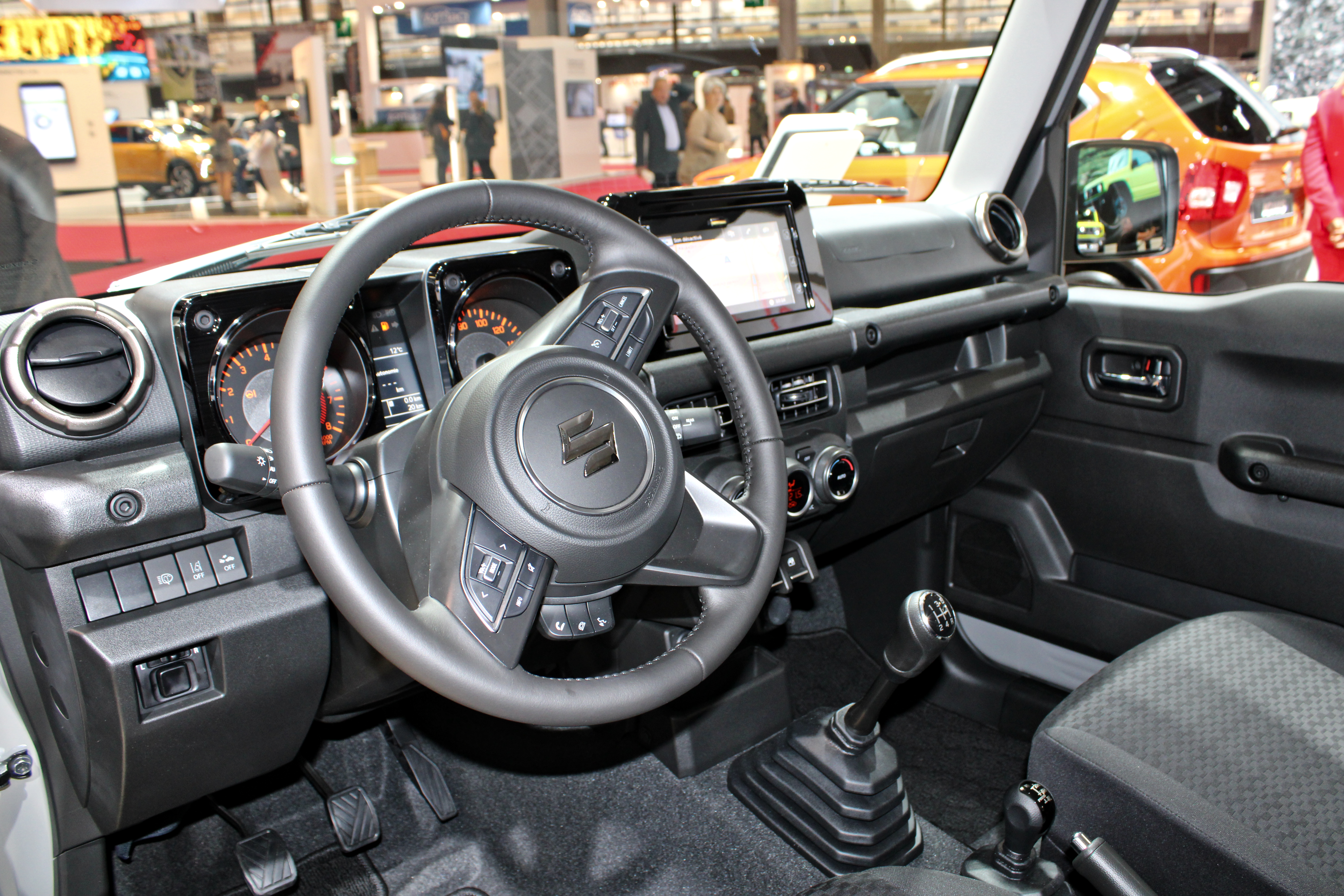
Suzuki Jimny Sierra 4

Як і попередник, кузов «четвертого» Jimny (JB74) монтується на раму сходового типу, але вона нова і більш жорстка. Розширені нерозрізні мости збільшили колію до 1395 мм спереду і 1405 ззаду (+40 там і там). Понижуюча передача в роздавальній коробці залишилась. Ззаду збереглися барабанні гальма.
Повний привід, всупереч очікуванням, залишився жорстко підключаємим. Трьохрежимна система називається AllGrip Pro AWD, оскільки «розроблена для професіоналів».
Довжина Jimny рахується разом з кожухом запаски, вона зменшилася до 3645 мм (-50). Ширина — 1645 (+45), висота — 1725 (+20), колісна база не змінилася — 2250. Кліренс виріс до 210 мм (+20). Кут в'їзду — 37° (+2), з'їзду — 49° (+23), рампи — 28° (-4). Розмірність шин — 195/80 R15.
По частині систем безпеки Jimny може похвалитися автоматичним гальмуванням, розпізнаванням пішоходів і дорожніх знаків, попередженням про виїзд зі смуги, помічником при спуску, автоматичним перемиканням світла фар (опціонально світлодіодних). Заявлено, що обсяг вантажного відсіку при складених задніх сидіннях виріс на 53 л (до 377 за стандартом VDA). За замовчуванням багажник менший (85 проти 110 л), а в максимумі (до стелі) більший — 830 проти колишніх 816 л.
Для вітчизняного японського ринку пропонується зменшена Кей-версія (JB64) з двигуном R06A об'ємом 658 см³.

### Двигуни
Японія
- 658 см3 R06A I3 Turbo (JB64) 64 к.с.
- 1,462 см3 K15C I4 (Jimny Sierra) (JB74) 102 к.с. при 6000 об/хв 130 Нм при 4000 об/хв

Світ
- 998 см3 K10C BoosterJet I3 Turbo
- 1,242 см3 K12B I4
- 1,242 см3 K12C DualJet I4